# Василий Войоанис
Василий Войоанис (Василий Воянис, Василий Боян) е византийски управител на Южна Италия от 1017 до 1028 г. Единствените сведения за него са от този период, но заради фамилното му име се предполага, че е с български произход и е един от велможите, преминали на византийска страна по време на Самуиловите войни. Войоанис е назначен за катепан на Италия в края на 1017 г., когато византийската власт в южната част на полуострова е поставена на сериозно изпитание от лангобардския предводител Мелис. По-рано през същата година войските на Мелис, подкрепени от нормански наемници, разбиват на три пъти предшественика на Войоанис. Новият катепан реорганизира съпротивата и през октомври 1018 г. нанася решително поражение на противника в битката при Кана. Четири години по-късно Войоанис отразява нападението на германския император Хайнрих II, благодарение на крепостта Троя, която изгражда своевременно наред с още градове в северна Апулия. Управлява Византийска Италия най-дълго измежду всички константинополски наместници преди и след него. Ефектът е икономическо засилване и трайна стабилизация на византийската власт в региона.